# LastPass
LastPass — условно-бесплатная программа для хранения паролей, разработанная компанией LastPass. Существует в виде плагинов для Internet Explorer, Google Chrome, Mozilla Firefox, Opera, Maxthon , Apple Safari, и Microsoft Edge. Также есть LastPass букмарклет для других браузеров. Пароли в LastPass зашифрованы алгоритмом AES-256, хранятся в «облаке» и могут быть синхронизированы между устройствами. LastPass также имеет заполнитель форм, что позволяет автоматизировать ввод паролей и заполнение форм. Плагин поддерживает генерацию паролей, расшаривание данных и журналирование входа на сайты.
9 октября 2015 года команда сервиса управления паролями LastPass объявила о присоединении к компании LogMeIn.

## Возможности
- Один главный пароль.
- Синхронизация браузеров.
- Генерация стойких паролей.
- Шифрование паролей.
- Заполнитель форм.
- Импорт и экспорт паролей.
- Двухуровневая аутентификация.
- Google Authenticator.
- Переносная.
- Мобильный доступ через браузер. (Мобильные приложения работают только для всех типов аккаунтов.)

## Награды
- Выбор редактора журнала PC Magazine как программа для хранения паролей[7].

## Критика
LastPass является самым популярным менеджером паролей в мире, по состоянию на август 2022, сервисом пользуются 33 млн пользователей и свыше 100 тысяч компаний.
Хранение паролей в «облаке» связано с некоторой опасностью. Так, в случае взлома аккаунта на сайте, что гораздо проще чем получить доступ к приложению на локальном ПК, все пароли станут доступны злоумышленнику. При этом сам факт доверия своих паролей стороннему сервису, может привести к еще большему риску. В качестве рекомендаций, опытные пользователи советуют, пароли особой важности хранить в LastPass в намерено измененном виде, к примеру ставить лишние символы.
В августе 2022 менеджер паролей подвергся хакерской атаке, в результате которой была похищена часть исходного кода и проприетарные модули, при этом, по заверению генерального директора Карим Тубба, пароли пользователей остались в безопасности, несмотря на то, что хакеры имели доступ к внутренним системам на протяжении 4 дней. Через несколько месяцев, в декабре 2022 года, хакеры повторно атаковали LastPass, взломав облачное хранилище и получив доступ к данным клиентов, однако пароли не были скомпрометированы, а расследованием занялась Mandiant.